# Manzanal del Barco
Manzanal del Barco település Spanyolországban,  Zamora tartományban. Manzanal del Barco Carbajales de Alba községgel határos. Lakosainak száma 128 fő (2024).

## Népesség
A település népessége az utóbbi években az alábbiak szerint változott:
| Lakosok száma | 205  | 194  | 170  | 161  | 155  | 147  | 130  | 126  | 134  | 128  |
|               | 2001 | 2004 | 2007 | 2009 | 2012 | 2014 | 2017 | 2019 | 2022 | 2024 |